# Madonna de 'u Sassu

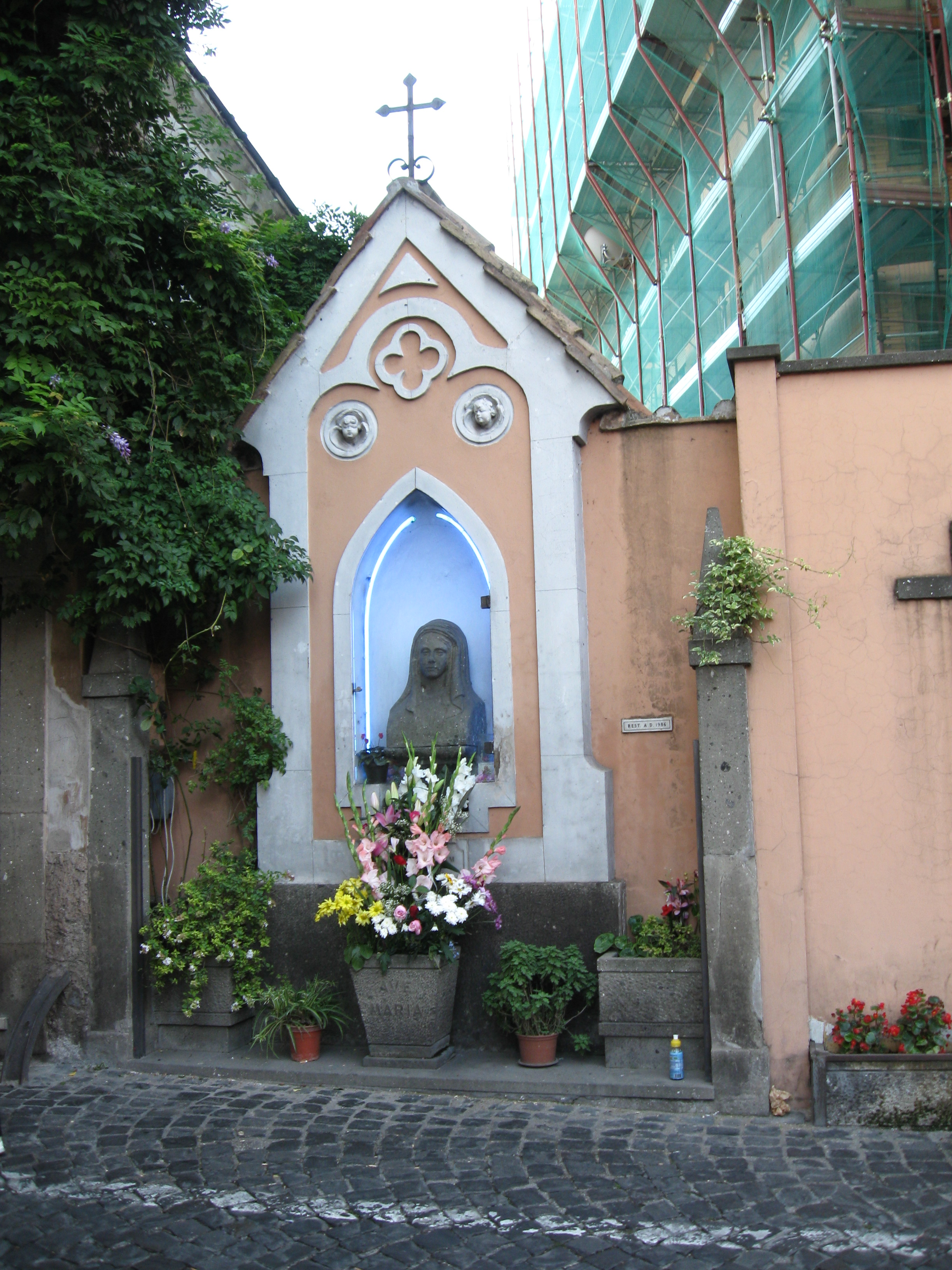
La Madonna de 'u Sassu.

La Madonna del Sasso (in dialetto marinese Madonna de 'u Sassu) è una venerata immagine della Madonna conservata in un'edicola al termine di via Roma a Marino, in provincia di Roma, nell'area dei Castelli Romani. 
L'immagine, di per sé non di grande pregio artistico, fu posta accanto alla Porta Romana, principale direttrice stradale tra Marino e Roma nonché tratto della via postale per Napoli, nel 1596, come protettrice dei viandanti. La statua, in peperino locale, raffigura la Vergine a mezzo busto incoronata. Anche l'edicola a cuspide che la circonda è in peperino. Sotto la statua, c'è la scritta latina originale apposta nel Cinquecento: "Posuerunt me custodem", ovvero "Mi misero come custode", riferita alla custodia della Vergine sui viandanti in transito. 
Dal 1984 il"  comitato dei festeggiamenti Madonna de'u Sassu " festeggia la suddetta Madonna nel mese di luglio.